# روميو بيكهام
روميو بيكهام (بالإنجليزية: Romeo Beckham)‏ هو لاعب كرة قدم بريطاني في مركز الهجوم، ولد في 1 سبتمبر 2002 في لندن في المملكة المتحدة. هو نجل لاعب كرة القدم السابق ديفيد بيكهام، ومصممة الأزياء وعضو فرقة سبايس جيرلز فيكتوريا بيكهام.

## وصلات خارجية
- روميو بيكهام على موقع إي إس بي إن إف سي (الإنجليزية)
- روميو بيكهام على موقع قاعدة بيانات كرة القدم.إي يو (الإنجليزية)
- روميو بيكهام على موقع ليكيب (الفرنسية)
- روميو بيكهام على موقع Soccerbase.com (لاعب) (الإنجليزية)
- روميو بيكهام على موقع Soccerway.com (الإنجليزية)
- روميو بيكهام على موقع عالم كرة القدم.نت (الإنجليزية)
- روميو بيكهام على موقع IMDb (الإنجليزية)